# Nørre Vinge Sogn
Nørre Vinge Sogn er et sogn i Viborg Østre Provsti (Viborg Stift).
I 1800-tallet var Nørre Vinge Sogn anneks til Tjele Sogn. Begge sogne hørte til Sønderlyng Herred i Viborg Amt. Tjele-Nørre Vinge sognekommune blev ved kommunalreformen i 1970 indlemmet i Tjele Kommune, som ved strukturreformen i 2007 indgik i Viborg Kommune.
I Nørre Vinge Sogn ligger Nørre Vinge Kirke og hovedgården Vingegård.
I sognet findes følgende autoriserede stednavne:
- Vinge (bebyggelse, ejerlav)
- Vinge Hede (bebyggelse)